# Alfred Hertz

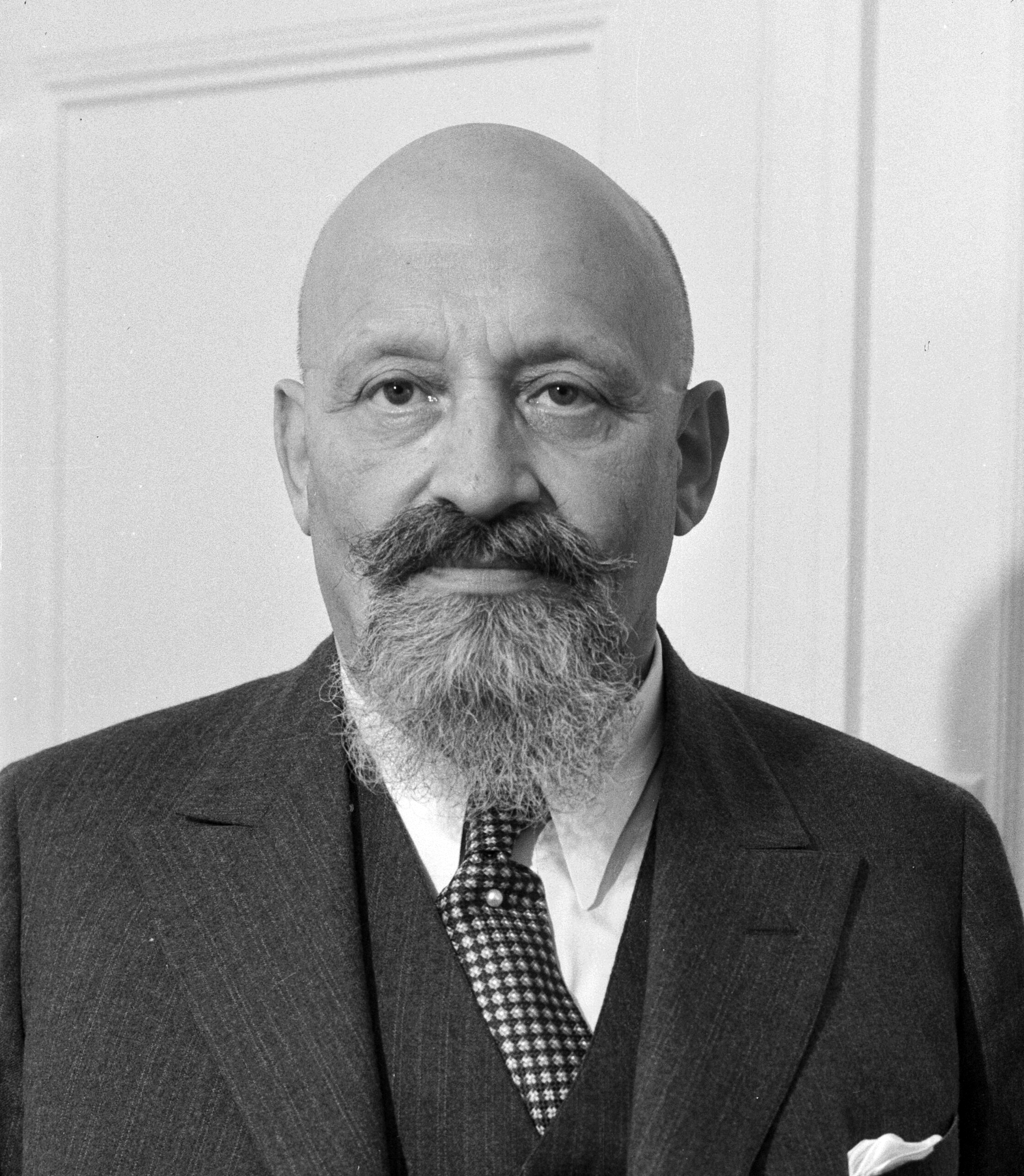
Alfred Hertz (1935)

Alfred Hertz (* 15. Juli 1872 in Frankfurt am Main; † 17. April 1942 in San Francisco) war ein US-amerikanischer Dirigent deutscher Herkunft.
Alfred Hertz erkrankte in seiner Kindheit an Kinderlähmung. Obwohl er zeitlebens am Stock ging, wird sein Gang als „lebhaft und fröhlich“ (“brisk and cheerfully”) beschrieben. Seine musikalische Ausbildung erhielt Hertz von 1883 bis 1891 an Dr. Hoch’s Konservatorium in seiner Heimatstadt. Erste Engagements führten ihn nach Halle (Saale) (1891–1892), Altenburg (1892–1895) und Barmen-Elberfeld (heute Wuppertal) (1895–1899). Während er an der Oper von Breslau (1899–1902) war, gab er 1899 eine Reihe von Konzerten in London.

## Metropolitan Opera House in New York
Hertz erlangte Berühmtheit für seine Dirigate der Opern Richard Wagners an der Metropolitan Opera in New York City. 1902 gab er sein dortiges Debüt mit dem Lohengrin. Am 24. Dezember 1903 leitete er die erste szenische Aufführung des Parsifal außerhalb der Bayreuther Festspiele, für die die Oper nach Wagners Willen allein vorbehalten sein sollte – eine Aktion, die Cosima Wagner derart verärgerte, dass Hertz fortan von allen deutschen Bühnen verbannt wurde (Felix Mottl, der die Aufführung schon fünf Monate lang einstudiert hatte, war im letzten Augenblick als Dirigent zurückgetreten). Von 1902 bis 1915 wirkte Hertz als Hauptdirigent für das deutsche Opernrepertoire an der Metropolitan Opera. Er dirigierte dort u. a. die US-amerikanischen Erstaufführungen von Richard Strauss’ Salome und der zweiten Fassung von Engelbert Humperdincks Königskinder. Einige der Aufführungen wurden als Experiment von Lionel Mapleson, dem Archivar der Met, mitgeschnitten und später auf LP veröffentlicht. Die Qualität dieser Zylinder war jedoch nicht besonders gut. In der Saison von 1908 teilte er sich das Dirigentenpult mit Arturo Toscanini und Gustav Mahler. Nach einigen Differenzen über die künstlerische Gestaltung mit Herrn Gatti-Casazza, dem Geschäftsführer der MET, wurde er Nachfolger von Henry Hadley als Dirigent des San Francisco Symphonie-Orchesters, das gerade erst vor vier Jahren gegründet worden war.
Zu den Erstaufführungen im Metropolitan Opera House gehörten:
- Dame Ethel M. Smyth, Der Wald, 11. März 1903.
- Richard Wagner, Parsifal, 24. Dezember 1903.
- Richard Strauss, Salome, 22. Januar 1907.
- Eugen d’Albert, Tiefland, 23. November 1908.
- Frederick Converse, The Pipe of Desire, 18. März 1910.
- Engelbert Humperdinck, Königskinder, 28. Dezember 1911.
- Ludwig Thuille, Lobetanz, 18. November 1911.
- Leo Blech, Versiegelt, 20. Januar 1913.
- Horatio Parker, Mona, 14. März 1912.
- Walter Damrosch, Cyrano, 27. Februar 1913.
- Richard Strauss, Der Rosenkavalier, 9. Dezember 1913.

Im April 1906 dirigierte Hertz die Aufführungen von Enrico Carusos USA-Tournee mit der Metropolitan Opera, die durch das San-Francisco-Erdbeben von 1906 zu einem abrupten Ende kam. Alle mitgebrachten Requisiten und Kostüme der Metropolitan Opera Company fielen damals dem Erdbeben und dem folgenden Feuer zum Opfer.

## San Francisco Symphony Orchestra

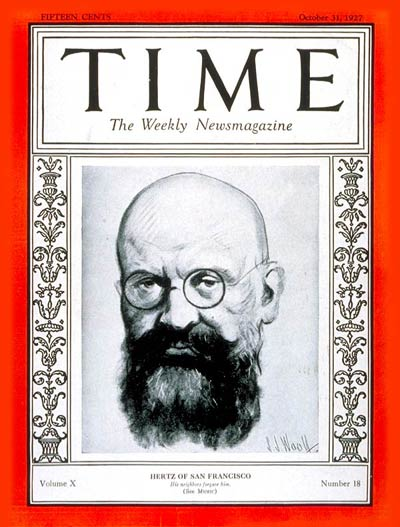
Alfred Hertz auf dem Titel von Time

Hertz wurde später von 1915 bis 1930 Musikdirektor der San Francisco Symphony und erlangte wegen seiner Verdienste Ruhm und eine Titelgeschichte im Time-Magazin. Hertz leitete in den Jahren 1925 bis 1930 die ersten Einspielungen der San Francisco Symphony für die Victor Talking Machine Company. Er dirigierte das Orchester von 1926 an auch bei seinen ersten Radioübertragungen.
Die Ernennung von Hertz war ein außerordentlicher Glücksfall für das Orchester, das er bald auf 80 Musiker vergrößerte, was dazu führte, dass sich auch die Proben und die Anzahl der Vorstellungen entsprechend erhöhte. Unter seiner 15-jährigen Leitung entwickelte sich das Orchester zu einem Präzisionsinstrument, und mit dem Abschluss des Vertrages mit RCA Victor Anfang 1925 wurde ein zukunftsweisender Schallplattenklang erhalten. Erstmals gehörten auch Frauen dem Orchester an und sie spielten über das ganze Jahr. Viele Solisten warteten darauf, unter Hertz spielen zu dürfen.

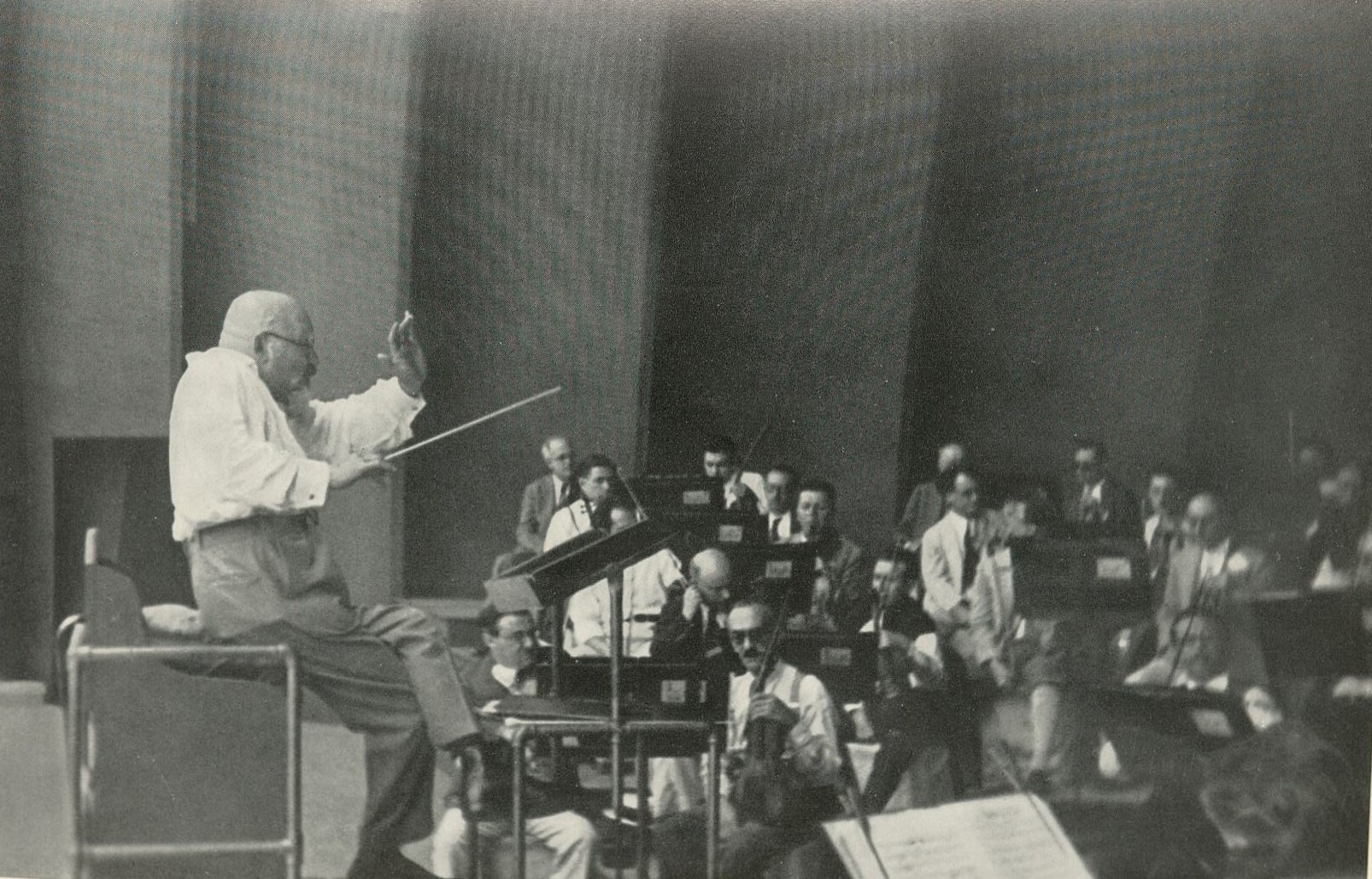
Probenarbeiten in der Hollywood Bowl, Fotografie von Erich Salomon

Weil der Musikdirektor des Los Angeles Philharmonic Orchestra, Walther Rothwell, nichts von Freiluft-Konzerten hielt, wurde Hertz ab 1922 der führende Maestro der Hollywood Bowl, der „Father of the Bowl“ (= Vater der Muschel).
Am 15. April 1930 gab er sein Abschiedskonzert im Civic Auditorium von San Francisco, in dem 11.000 Zuhörer ihn feierten. Nach 1930 wirkte er als Gastdirigent weiter mit dem Orchester.
Hertz verbrachte den Großteil seiner letzten Lebensjahre in Berkeley (Kalifornien), starb aber im Alter von 69 Jahren in San Francisco.
Hertz war verheiratet mit der österreichischen Sopranistin Lilly Dorn,  die nach seinem Tod Mittel bereitstellte zum Bau der Alfred Hertz Memorial Hall of Music an der University of California, Berkeley sowie eine Stiftung für Stipendiaten zum weiterführenden Studium in Musik einrichtete.